# Tachina subcinerea
Tachina subcinerea är en tvåvingeart som beskrevs av Walker 1853. Tachina subcinerea ingår i släktet Tachina och familjen parasitflugor. Inga underarter finns listade i Catalogue of Life.